# جان کلمن (بازیکن فوتبال، زاده ۱۹۶۲)
جان کلمن (انگلیسی: John Coleman؛ زادهٔ ۱۲ اکتبر ۱۹۶۲) بازیکن فوتبال اهل بریتانیا است.
از باشگاه‌هایی که در آن بازی کرده‌است می‌توان به باشگاه فوتبال مکلسفیلد تاون، باشگاه فوتبال مورکم، باشگاه فوتبال مارین، باشگاه فوتبال بارسکو، باشگاه فوتبال ویتون آلبیون، باشگاه فوتبال اشتون یونایتد، باشگاه فوتبال ساوتپورت، و باشگاه فوتبال لانکستر اشاره کرد.